# 龜山庄

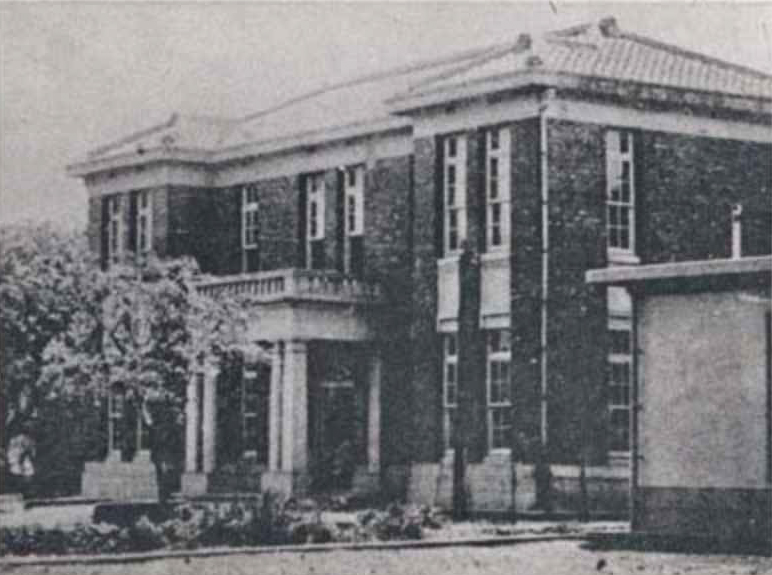
龜山庄役場

龜山庄為台灣日治時期1920年至1945年間存在之行政區，轄屬新竹州桃園郡。今桃園市龜山區。

## 行政區劃
龜山庄在臺灣日治時期行政區劃的十二廳時期原屬新竹廳桃澗堡之新路坑庄、山頂庄、兔仔坑庄、舊路坑庄、楓樹坑、坪頂下湖、坪頂山尾、坪頂大湖、坪頂菜公堂庄、坪頂苦苓脚庄、南崁頂庄，及八里坌堡之塔藔坑庄、牛角坑庄。1920年10月，上述13庄合併為「龜山庄」，轄域內分為新路坑、山頂、兔子坑、舊路坑、楓樹坑、坪頂下湖、坪頂山尾、坪頂大湖、坪頂菜公堂、坪頂苦苓林、南崁頂、塔寮坑、牛角坡等13個大字。
- 兔子坑大字下有「社後坑大湖頂」、「社後坑大丘田下」小字名
- 舊路坑大字下有「舊路坑」、「西勢湖」、「大埔」小字名
- 楓樹坑大字下有「坪頂」、「頂湖」、「楓樹坑」小字名
- 塔寮坑大字下有「嶺脚」、「馬頭」、「坑底」、「新朝嶺」、「關公嶺」、「大菁坑」、「尖山外」、「大坑」小字名
- 牛角坡大字下有「牛角坡」、「垹坡」、「水浘」、「嶺頭」、「樟腦寮」小字名
- 南崁頂大字下有「南崁頂」、「大坑」、「員林坑」、「陳厝坑」、「蕃子窩」小字名
- 坪頂山尾大字下有「山尾」、「後厝」小字名
- 坪頂菜公堂大字下有「菜公堂」、「埤寮」小字名[2]

## 教育

### 初等教育
- 龜崙口公學校（1918年）→龜山公學校（1921年）→龜山國民學校（1941年）（今桃園市龜山區龜山國民小學）
- 龜山公學校坪頂分教場（1923年）→坪頂公學校（1928年）→坪頂國民學校（1941年）（今桃園市龜山區大崗國民小學）
- 坪頂國民學校南崁頂分教場（1942年）（今桃園市龜山區大坑國民小學）
- 龜山國民學校塔寮坑分教場（1943年）（今桃園市龜山區龍壽國民小學）

## 設施
- 龜山庄役場（位於龜山庄新路坑）[3]
- 龜山信用組合

## 現存史蹟

### 新路坑
- 壽山巖觀音寺（直轄市定古蹟，萬壽路二段6巷111號，1916年）
- 曹丁波洋樓（萬壽路二段1035號，1927年）

### 塔寮坑
- 龜崙嶺鐵道橋遺構（市定古蹟，龍華段795地號、塔寮坑溪段大坑小段12-31地號，1907年）